# Festival de la Canción de Eurovisión 1960

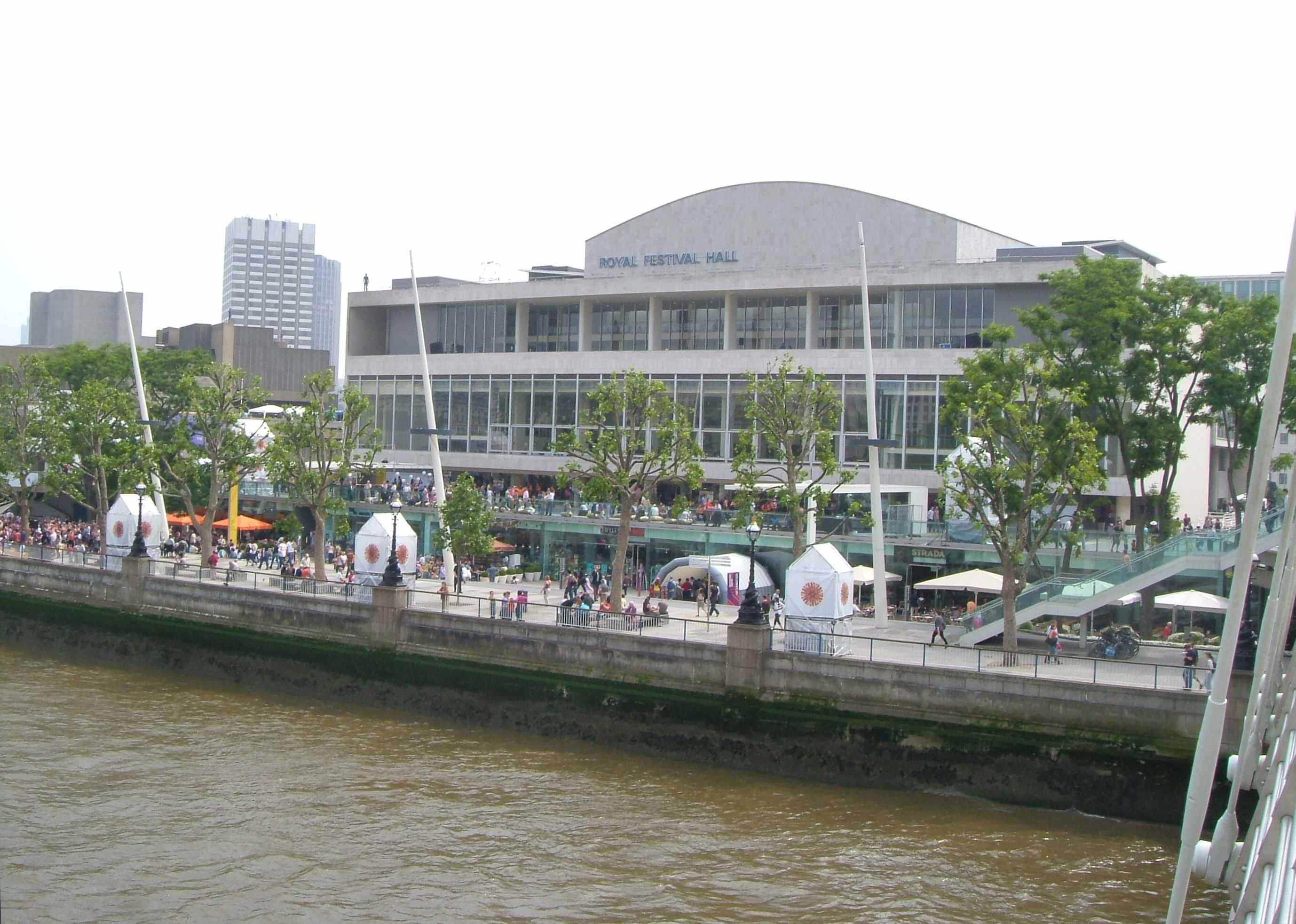
Royal Festival Hall, sede del Festival de Eurovisión 1960.

El V Festival de la Canción de Eurovisión se celebró el 29 de marzo de 1960 en Londres. La presentadora fue Katie Boyle y la ganadora Jacqueline Boyer con el tema "Tom Pillibi".
Este sería el último festival que se realizaría entre semana, ya que hasta esta edición el festival se celebraba siempre en jueves.
Aunque los Países Bajos habían ganado el festival de 1959, decidieron no organizar de nuevo la edición de 1960, debido a que ya habían organizado Eurovisión 1958. La BBC, que representaba al Reino Unido que había quedado en segundo lugar, se hizo cargo de dicha organización.
En este año se instauró por primera vez el que el intérprete ganador del año anterior entregase el trofeo al ganador del año en curso, tradición que, con algunas excepciones, se ha mantenido hasta la actualidad. Este año fue la ganadora de 1959, la neerlandesa Teddy Scholten, quien se desplazó hasta Londres para entregar el premio a la ganadora.

## Países participantes

### Canciones y selección
| País y TV               | Título original de la canción              | Artista          | Proceso y fecha de selección             |
| País y TV               | Traducción al español                      | Idiomas          | Proceso y fecha de selección             |
| ----------------------- | ------------------------------------------ | ---------------- | ---------------------------------------- |
| Alemania Occidental ARD | «Bonne Nuit, Ma Chérie»                    | Wyn Hoop         | Schlagerparade 1960, 06-02-1960          |
| Alemania Occidental ARD | Buenas noches, cariño                      | Alemán           | Schlagerparade 1960, 06-02-1960          |
| Austria ORF             | «Du hast mich so fasziniert»               | Harry Winter     | Elección interna                         |
| Austria ORF             | Me fascinaste mucho                        | Alemán           | Elección interna                         |
| Bélgica INR             | «Mon Amour Pour Toi»                       | Fud Leclerc      | Final nacional, 24-01-1960               |
| Bélgica INR             | Mi amor por ti                             | Francés          | Final nacional, 24-01-1960               |
| Dinamarca DR            | «Det Var En Yndig Tid»                     | Katy Bødtger     | Dansk Melodi Grand Prix 1960, 06-02-1960 |
| Dinamarca DR            | Fue una bonita época                       | Danés            | Dansk Melodi Grand Prix 1960, 06-02-1960 |
| Francia RTF             | «Tom Pillibi»                              | Jacqueline Boyer | Final nacional                           |
| Francia RTF             | -                                          | Francés          | Final nacional                           |
| Italia RAI              | «Romántica»                                | Renato Rascel    | Festival de San Remo 1960                |
| Italia RAI              | -                                          | Italiano         | Festival de San Remo 1960                |
| Luxemburgo CTL          | «So Laang We's Du Do Bast»                 | Camillo Felgen   | Elección interna                         |
| Luxemburgo CTL          | Mientras estés ahí                         | Luxemburgués     | Elección interna                         |
| Mónaco TMC              | «Ce Soir-là»                               | François Deguelt | Elección interna                         |
| Mónaco TMC              | Aquella noche                              | Francés          | Elección interna                         |
| Noruega NRK             | «Voi-Voi»                                  | Nora Brockstedt  | Melodi Grand Prix 1960, 20-02-1960       |
| Noruega NRK             | -                                          | Noruego          | Melodi Grand Prix 1960, 20-02-1960       |
| Países Bajos NTS        | «Wat Een Geluk»                            | Rudi Carrell     | Nationaal Songfestival 1960, 09-02-1960  |
| Países Bajos NTS        | ¡Qué suerte!                               | Neerlandés       | Nationaal Songfestival 1960, 09-02-1960  |
| Reino Unido BBC         | «Looking High, High, High»                 | Bryan Johnson    | A Song for Europe 1960, 06-02-1960       |
| Reino Unido BBC         | Buscando por las alturas, alturas, alturas | Inglés           | A Song for Europe 1960, 06-02-1960       |
| Suecia SR               | «Alla Andra Får Varan»                     | Siw Malmkvist    | Melodifestivalen 1960, 02-02-1960        |
| Suecia SR               | Los demás encuentran a alguien             | Sueco            | Melodifestivalen 1960, 02-02-1960        |
| Suiza SSR SRG           | «Cielo e Terra»                            | Anita Traversi   | Final nacional, 29-02-1960               |
| Suiza SSR SRG           | Cielo y tierra                             | Italiano         | Final nacional, 29-02-1960               |

## Resultados
Los primeros países que lideraron las votaciones fueron Alemania Occidental y Mónaco, sin embargo, Reino Unido, se puso en cabeza en seguida, liderando la gran parte de las votaciones. Cuando quedaban cuatro países por votar, Francia alcanzó a la candidatura británica, que además votaban en último lugar, otorgando a Francia su segundo triunfo en el concurso.
| N.º | País                | Artista(s)       | Canción                    | Lugar | Puntos |
| --- | ------------------- | ---------------- | -------------------------- | ----- | ------ |
| 01  | Reino Unido         | Bryan Johnson    | Looking High, High, High   | 2     | 25     |
| 02  | Suecia              | Siw Malmkvist    | Alla Andra Får Varan       | 10    | 4      |
| 03  | Luxemburgo          | Camillo Felgen   | So Laang We's Du Do Bast   | 13    | 1      |
| 04  | Dinamarca           | Katy Bødtger     | Det Var En Yndig Tid       | 10    | 4      |
| 05  | Bélgica             | Fud Leclerc      | Mon Amour Pour Toi         | 6     | 9      |
| 06  | Noruega             | Nora Brockstedt  | Voi-Voi                    | 4     | 11     |
| 07  | Austria             | Harry Winter     | Du hast mich so fasziniert | 7     | 6      |
| 08  | Mónaco              | François Deguelt | Ce Soir-là                 | 3     | 15     |
| 09  | Suiza               | Anita Traversi   | Cielo e Terra              | 8     | 5      |
| 10  | Países Bajos        | Rudi Carrell     | Wat Een Geluk              | 12    | 2      |
| 11  | Alemania Occidental | Wyn Hoop         | Bonne Nuit, Ma Chérie      | 4     | 11     |
| 12  | Italia              | Renato Rascel    | Romántica                  | 8     | 5      |
| 13  | Francia             | Jacqueline Boyer | Tom Pillibi                | 1     | 32     |

### Directores de orquesta
- Reino Unido - Eric Robinson
- Suecia - Thore Ehrling
- Luxemburgo - Eric Robinson
- Dinamarca - Kai Mortensen
- Bélgica - Henri Segers
- Noruega - Øivind Bergh
- Austria - Robert Stolz
- Mónaco - Raymond Lefèvre
- Suiza - Cédric Dumont
- Países Bajos - Dolf van der Linden
- Alemania Occidental - Franz Josef Breuer
- Italia - Cinico Angelini
- Francia - Franck Pourcel[1]

## Tabla de votos
|                                                |                         | Jurados           | Jurados               | Jurados              | Jurados            | Jurados            | Jurados            | Jurados           | Jurados          | Jurados                     | Jurados                        | Jurados           | Jurados            | Jurados | Jurados |
| Total                                          | Bandera del Reino Unido | Bandera de Suecia | Bandera de Luxemburgo | Bandera de Dinamarca | Bandera de Bélgica | Bandera de Noruega | Bandera de Austria | Bandera de Mónaco | Bandera de Suiza | Bandera de los Países Bajos | Bandera de Alemania Occidental | Bandera de Italia | Bandera de Francia |         |         |
| ---------------------------------------------- | ----------------------- | ----------------- | --------------------- | -------------------- | ------------------ | ------------------ | ------------------ | ----------------- | ---------------- | --------------------------- | ------------------------------ | ----------------- | ------------------ | ------- | ------- |
| Participantes                                  | Reino Unido             | 25                |                       | 1                    | 5                  | 0                  | 1                  | 2                 | 3                | 1                           | 4                              | 5                 | 1                  | 2       | 0       |
| Participantes                                  | Suecia                  | 4                 | 0                     |                      | 0                  | 0                  | 0                  | 0                 | 0                | 0                           | 0                              | 1                 | 0                  | 1       | 2       |
| Participantes                                  | Luxemburgo              | 1                 | 0                     | 0                    |                    | 0                  | 0                  | 0                 | 0                | 0                           | 0                              | 0                 | 0                  | 1       | 0       |
| Participantes                                  | Dinamarca               | 4                 | 1                     | 0                    | 1                  |                    | 0                  | 2                 | 0                | 0                           | 0                              | 0                 | 0                  | 0       | 0       |
| Participantes                                  | Bélgica                 | 9                 | 0                     | 4                    | 0                  | 0                  |                    | 0                 | 1                | 0                           | 0                              | 0                 | 1                  | 3       | 0       |
| Participantes                                  | Noruega                 | 11                | 1                     | 0                    | 0                  | 2                  | 1                  |                   | 1                | 0                           | 4                              | 1                 | 0                  | 0       | 1       |
| Participantes                                  | Austria                 | 6                 | 2                     | 0                    | 0                  | 2                  | 1                  | 0                 |                  | 0                           | 0                              | 0                 | 0                  | 1       | 0       |
| Participantes                                  | Mónaco                  | 15                | 1                     | 0                    | 1                  | 2                  | 0                  | 0                 | 0                |                             | 1                              | 0                 | 7                  | 0       | 3       |
| Participantes                                  | Suiza                   | 5                 | 0                     | 0                    | 1                  | 0                  | 0                  | 1                 | 2                | 0                           |                                | 0                 | 0                  | 1       | 0       |
| Participantes                                  | Países Bajos            | 2                 | 0                     | 0                    | 0                  | 0                  | 1                  | 0                 | 0                | 0                           | 0                              |                   | 0                  | 1       | 0       |
| Participantes                                  | Alemania Occidental     | 11                | 0                     | 1                    | 0                  | 0                  | 2                  | 0                 | 2                | 2                           | 0                              | 0                 |                    | 0       | 4       |
| Participantes                                  | Italia                  | 5                 | 0                     | 0                    | 1                  | 0                  | 1                  | 0                 | 0                | 2                           | 0                              | 1                 | 0                  |         | 0       |
| Participantes                                  | Francia                 | 32                | 5                     | 4                    | 1                  | 4                  | 3                  | 5                 | 1                | 5                           | 1                              | 2                 | 1                  | 0       |         |
| La tabla está ordenada por orden de aparición. |                         |                   |                       |                      |                    |                    |                    |                   |                  |                             |                                |                   |                    |         |         |

## Mapa

### Portavoces
1. Francia -
2. Italia - Enzo Tortora
3. Alemania Occidental -
4. Países Bajos - Siebe van der Zee[2]
5. Suiza - Boris Acquadro
6. Mónaco -
7. Austria -
8. Noruega - Kari Borg Mannsåker
9. Bélgica - Arlette Vincent
10. Dinamarca - Bent Henius
11. Luxemburgo -
12. Suecia - Tage Danielsson
13. Reino Unido - Nick Burrell-Davis[3]

### Comentaristas
- Austria - Emil Kollpacher (ORF)
- Bélgica - Georges Désir (INR), Nic Bal (NIR)[3]
- Dinamarca - Sejr Volmer-Sørensen (DR TV)
- Francia - Pierre Tchernia (RTF)
- Alemania Occidental - Wolf Mittler (Deutsches Fernsehen)
- Italia - Giorgio Porro (Programma Nazionale)
- Luxemburgo - Jacques Navadic (Télé-Luxembourg)
- Mónaco - Pierre Tchernia (Télé Monte Carlo)
- Países Bajos - Piet te Nuyl[4] (NTS)
- Noruega - Erik Diesen (NRK and NRK P1)
- Suecia - Jan Gabrielsson[5] (Sveriges Radio-TV and SR P2)
- Suiza - Theodor Haller (TV DRS), Georges Hardy (TSR)
- Reino Unido - David Jacobs (BBC Television Service), Pete Murray (BBC Light Programme)
- Finlandia (País no participante) - Aarno Walli (Suomen Televisio)